# NGC 102
NGC 102 ist eine Linsenförmige Galaxie vom Hubble-Typ SB0/a im Sternbild Walfisch südlich der Ekliptik. Sie ist schätzungsweise 330 Millionen Lichtjahre von der Milchstraße entfernt und hat einen Durchmesser von etwa 950.000 Lichtjahren.
Das Objekt wurde im Jahr 1886 von dem amerikanischen Astronomen Francis Preserved Leavenworth entdeckt.